# Igor Tyutin
Igor Viktorovich Tyutin (russe : И́горь Ви́кторович Тю́тин, translittération : Igor' Viktorovič Tyutin; né le 24 août 1940) est un physicien théoricien russe, qui travaille sur la Théorie quantique des champs.

## Biographie
Tyutin est professeur à l'Institut Lebedev de Moscou. Dans un rapport inédit de l'Institut Lebedev, il développe le formalisme BRST vers 1975 en Russie en parallèle et indépendamment des travaux de Carlo Becchi, Alain Rouet et Raymond Stora en France. Le formalisme BRST est une méthode de quantification de champs avec des contraintes telles que l'invariance de jauge. En théorie quantique des champs, la procédure est d'une importance fondamentale pour les tentatives de construction de théories des champs de cordes. En 2009, Tyutin reçoit le Prix Dannie-Heineman de physique mathématique avec Carlo Becchi, Alain Rouet et Raymond Stora.